# Старинець Микола Полікарпович
Микола Полікарпович Старинець — український полярник-рекордсмен, багаторазовий учасник українських антарктичних експедицій. Нагороджений орденом «За заслуги» II ступеня (2021).За заслуги 3 ступеня (2012)

## Життєпис
Проходив службу в армії. Працював слюсарем на черкаському заводі «Строммашина».

### Експедиції в Антарктиду
Вперше побував на Антарктиді на початку 1997 року.
Учасник восьми українських експедиції на станцію «Академік Вернадський» в Антарктиді. Відтак, там пробув вісім років.
Був присутній, коли на станції перебували Білл Гейтс та принцеса Анна (дочка королеви Єлизавети II)
Встановив національний рекорд з кількості подорожей на Антарктиду. І сам же двічі його побив.

## Відзнаки
- орден «За заслуги» II ступеня (5 лютого 2021)[1]